# Periοchi Farsalon
Periοchi Farsalon este o arie protejată (arie de protecție specială avifaunistică — SPA) din Grecia întinsă pe o suprafață de 4.802,74 ha, integral pe uscat.

## Localizare
Centrul sitului Periοchi Farsalon este situat la coordonatele 39°17′08″N 22°22′59″E / 39.285673°N 22.383041°E.

## Înființare
Situl Periοchi Farsalon a fost declarat arie de protecție specială avifaunistică în ianuarie 2008 pentru a proteja 21 de specii de animale.

## Biodiversitate
Situată în ecoregiunea mediteraneană, aria protejată nu include niciun habitat protejat.
La baza desemnării sitului se află mai multe specii protejate de  păsări (21): uliu cu picioare scurte (Accipiter brevipes), ciocârlie-de-câmp (Alauda arvensis), fâsă-de-câmp (Anthus campestris), lăstunul mare (Apus apus), buha (Bubo bubo), șorecarul comun (Buteo buteo), ciocârlie-cu-degete-scurte (Calandrella brachydactyla), caprimulg (Caprimulgus europaeus), prepeliță (Coturnix coturnix), cristeiul de câmp (Crex crex), lăstun de casă (Delichon urbicum), Emberiza caesia, șoim călător (Falco peregrinus), Hippolais olivetorum, rândunică (Hirundo rustica), sfrâncioc roșiatic (Lanius collurio), sfrânciocul cu frunte neagră (Lanius minor), codobatura galbenă (Motacilla flava), vrabie negricioasă (Passer hispaniolensis), turturică (Streptopelia turtur), Tachymarptis melba.